# Dabro
Dabro (вим. «Дабро») — музичний гурт з Курахового, що складається з двох братів — Івана та Михайла Засидкевичів. Іван і Михайло є продюсерами гурту, а також авторами всіх своїх пісень. Велику популярність гурту принесла в 2020 році пісня «Юність».

## Історія
Брати Михайло та Іван Засидкевичі народилися і виросли у місті Курахове Донецької області України в музичній сім'ї. Обидва навчалися в музичній школі, яку закінчили по класу акордеона.
У 2009 році почали разом писати пісні в стилі реп.
У 2013 році заснували гурт Dabro, в якій є єдиними учасниками. Працюють у жанрі хіп-хоп. Брати разом пишуть свої пісні і самі продюсують всі записи.
У тому ж році дует представив пісню «Ти мій сон», яку іноді помилково приписують Максу Коржу. Ця пісня залишається у братів однією з найвпізнаваніших.
У 2015 році азербайджанський співак Bahh Tee (справжнє ім'я Бахтіяр), з яким вони познайомилися в Москві, попросив Михайла і Івана написати для нього альбом. На час роботи вони переїхали до нього в Казань. Після того, як альбом був готовий, брати прийняли рішення залишитися в цьому місті, де продовжують жити донині.

Брати також працювали і над піснями інших артистів: Світлани Лободи, Рема Діггі, Джигана, Поліни Гагаріної та ін.
У травні 2020 представили пісню «Юність». У перші два тижні кліп зібрав 2 мільйони переглядів на YouTube. (Станом на 8 вересня вже понад 27 мільйонів, станом на початок грудня 2020 — понад 100 мільйонів, а у серпні 2021 року — понад 160 мільйонів).
У листопаді 2020 року виходить альбом «Юність».

## Дискографія

### Альбоми
| Назва                    | Подробиці                                                                                  |
| ------------------------ | ------------------------------------------------------------------------------------------ |
| «Вмикай»                 | - Реліз: 2013 - Лейбл: Make It Music - Формат: цифрова дистрибуція                         |
| «Наш час»                | - Реліз: 2014 - Лейбл: Make It Music - Формат: цифрова дистрибуція                         |
| «Кращі пісні (The Best)» | - Реліз: 19 червня 2020 - Лейбл: Make It Music / Zhara Music - Формат: цифрова дистрибуція |
| «Юність»                 | - Реліз: 19 червня 2020 - Лейбл: Make It Music - Формат: цифрова дистрибуція               |

### Міні-альбоми (EP)
| Назва            | Подробиці                                                                    |
| ---------------- | ---------------------------------------------------------------------------- |
| «Вірність»       | - Реліз: 2013 - Лейбл: Make It Music - Формат: цифрова дистрибуція           |
| «Робота почекає» | - Реліз: 24 червня 2016 - Лейбл: Make It Music - Формат: цифрова дистрибуція |

## Премії і номінації
| Рік  | Нагорода                        | Категорія                                 | Номінант | Результат    | Дж.    |
| ---- | ------------------------------- | ----------------------------------------- | -------- | ------------ | ------ |
| 2021 | Nickelodeon Kids' Choice Awards | Улюблений прорив року російських глядачів | Dabro    | В очікуванні | [ 14 ] |